# كيت ليندر
كيت ليندر (بالإنجليزية: Kate Linder)‏ هي عارضة وممثلة أمريكية، ولدت في 2 نوفمبر 1947 في باسادينا في الولايات المتحدة.

## أعمال

### أفلام
- المغترب[4]

## وصلات خارجية
- الموقع الرسمي
- كيت ليندر على موقع IMDb (الإنجليزية)
- كيت ليندر على موقع ألو سيني (الفرنسية)
- كيت ليندر على موقع أول موفي (الإنجليزية)
- كيت ليندر على موقع قاعدة بيانات الفيلم (الإنجليزية)
- كيت ليندر على موقع كينوبويسك (الروسية)